# 21721 Feiniqu
21721 Feiniqu (1999 RY119) là một tiểu hành tinh vành đai chính được phát hiện ngày 9 tháng 9 năm 1999 bởi Nhóm nghiên cứu tiểu hành tinh gần Trái Đất phòng thí nghiệm Lincoln ở Socorro.